# Hypsilurus binotatus
Hypsilurus binotatus là một loài thằn lằn trong họ Agamidae. Loài này được Meyer mô tả khoa học đầu tiên năm 1874.